# LF Rothschild
Cet article concerne la défunte banque américaine LF Rothschild créée en 1899. Pour les banques des branches anglaises et françaises de la famille Rothschild, voir Rothschild. Pour les autres significations, voir LF Rothschild (homonymie).
LF Rothschild était une banque d’affaires en activité de 1899 à 1989. Basée aux États-Unis, elle n’a aucun rapport avec les banques des branches anglaises ou françaises de la famille Rothschild.
Créée sous le nom L.F. Rothschild & Co en 1889, la société fusionne avec C. E. Unterberg Towbin Co. le 1 mars 1977. La société emménage dans de nouveaux locaux de 9.300 m² au 55 Water Street. LF Rothschild est alors axé sur la distribution et les valeurs mobilières institutionnelles, des activités alors vieillissantes. Unterberg Towbin se spécialise dans l'introduction en bourse des jeunes pousses de la Silicon Valley.
Au début des années 1980, LF Rothschild mène l’introduction en bourse de sociétés de haute technologie, dont Intel et Cray Research. Cependant, de la fin des années 1970 jusqu'à sa chute, LF Rothschild abandonne graduellement le financement de startups pour se concentrer sur les opérations boursières à forte plus-value.
En négociation depuis 1982, la banque britannique J. Rothschild Holdings P.L.C. prend 50% de LF Rothschild en 1984, puis réduit sa participation à 8% en mars 1986. Entretemps, en 1985, une offre de rachat sur LF Rothschild est formulée par General Felt Industries mais refusée, ce qui crée de fortes divergences en interne. La société entre en bourse en 1986. En décembre de la même année, le président du conseil, Thomas I. Unterberg, et son vice-président, Robert Towbin, démissionnent de LF Rothschild. Les deux démissionnaires, reprochant le changement de direction de l'entreprise, revendent alors leurs participations dans LF Rothschild.
Au 1er janvier 1987, LF Rothschild possède un capital de $289 millions et enregistre un bénéfice de $498.000
À la suite du krach boursier d'octobre 1987, la société chute dans le rouge avec $129 millions de pertes cette année-là. LF Rothschild porte plainte contre l'un de ses partenaires financiers à qui il reproche d'avoir continué à valider des transactions pour le compte LF Rothschild malgré la chute et la fermeture de la bourse. Fin 1987, la banque supprime 700 postes, soit 40% de son effectif. La filiale new-yorkaise de LF Rothschild (150 employés) est vendue en janvier 1988 à Oppenheimer & Company pour un montant resté confidentiel, puis la holding LF Rothschild est rachetée $100 millions par la banque américaine Franklin Savings Association le mois suivant (février 1988). La holding est finalement mise en faillite en 1989.
LF Rothschild a compté dans ses rangs en tant qu'assistant courtier, avant de devenir lui-même courtier, Jordan Belfort.